# Amplifiki
Amplifiki est un groupe de rock international chantant en espéranto. Les activités du groupe durent approximativement huit ans entre 1983 et 1991. Il se réunit en 2014 pour un concert en Italie.

## Biographie
Le groupe est formé en 1983 par Kim J. Henriksen, Bertilo Wennergren et Micke Englund. Ce groupe de jeunes fondera la musique en espéranto moderne. En 1986, LF-koop enregistre une cassette du groupe, dans lequel sont entre-temps entrés Martin Wiese, Aline Boulet et Isabelle Rome. Bien que le groupe n'existe plus aujourd'hui, certains de ses membres sont restés célèbres et sont souvent invités par d'autres groupes à jouer lors des rencontres internationales espérantistes : Kim avec Esperanto Desperado, Bertilo et Martin avec Persone. Le nom est un jeu de mots Am-Pli-Fiki (Am est la racine d'amour, Pli signifie plus et fiki vient de l'anglais to fuck), une tradition suivie depuis par de nombreux groupes espérantophones.
Ce sont les chansons de leur premier album, Tute negrava (1986), qui sont restées les plus populaires, comme IS (hymne de l'Internacia Seminario) et Sola.
En 1989 sort leur premier album, Esperanto ne konas landlimojn. Lors de l'enregistrement de cet album, les membres du groupe logent chez le chanteur JoMo à Toulouse. Le mur de Berlin tombe à ce moment-là. À leur départ, ils laissent sur la table de l'appartement de JoMo une feuille de papier contenant la liste des morceaux à remettre au fabricant de cassettes. Malheureusement, cette feuille intitulée « JoMo » (puisqu'elle lui était destinée car il devait la remettre au fabricant) est à l'origine de l'erreur pour laquelle le nom « JoMo » apparaît sur la cassette elle-même comme un titre d'album. Sur les boîtiers, le nom ne figure pas.
En 2014, le groupe se réunit pour un concert en Italie.

## Discographie

### Compilations
- 1990 : Vinilkosmo-disketo : deux titres (Vinilkosmo)
- 1995 : Vinilkosmo-kompil' 1 contient une chanson du groupe : Banala travivaĵo de juna knabo
- 1996 : Vinilkosmo-kompil' 2 contient une chanson de Micke Englund, l'un des fondateurs du groupe